# Dreams Don't Turn To Dust
Dreams Don't Turn To Dust je pátý singl amerického synthpopového projektu Owl City ze třetího studiového alba  All Things Bright and Beautiful. Singl byl vydán 10. října 2011.

## Seznam skladeb
| Dreams Don't Turn To Dust | Dreams Don't Turn To Dust | Dreams Don't Turn To Dust |
| Pořadí                    | Název                     | Délka                     |
| ------------------------- | ------------------------- | ------------------------- |
| 1.                        | Dreams Don't Turn To Dust | 3:44                      |

## Zajímavosti
„Je to taková nepředvídatelná, optimistická píseň. Idea je: V životě je toho spoustu, co nemůžeš ovládat, ať už dobrého, špatného nebo neutrálního. A já si myslím, že se prostě můžeš ráno probudit a obejmout, cokoliv ti přijde do cesty během dne, den za dnem. Když se teda chopíš toho, co se potrubím valí dolů tvým směrem, a řekneš si, že se k tomu postavíš čelem a prostě se s tím vypořádáš, místo toho, aby ses tomu snažil vyhnout nebo s tím bojoval, tak mám pocit, že to, může jaksi rozjasnit tvůj náhled na věc. Takže jo, je to taková celkově optimistická písnička.“
Skladba byla napsána, produkována, nahrána i namixována Adamem Youngem.

## Videoklip
Oficiální videoklip ke skladbě nevznikl, zato se píseň nachází na DVD Owl City: Live From Los Angeles, kde Adam zpívá mimo jiné i „Dream's Don't Turn To Dust“.

## Kritika
„'Dream's Don't Turn To Dust' začíná v podobně snadno stravitelném smyslu jako jsme nedávno slyšeli v nově vydaném singlu od Coldplay 'Paradise'. Toto se nepochybně Adamu Youngovi podařilo, vlákal vás do jeho snové země tím, co by klidně mohlo být začátkem žoviální ukolébavky před tím, než vás chytí frází, která vám nezůstane v hlavě jen protože je to název písně, ale také protože je to vokálně ohniskem skladby. Je pravda, že tento singl není nic, co bychom už někdy neslyšeli. Nebude vás to inspirovat k zastavení hladu ve větě nebo nutit přemýšlet nad vašimi temnými okamžiky. Je to prostě další chytře zvládnutá, příjemná elektropopová píseň od umělce, který si vytvořil hlubší pochopení svého cílového publika a žánru než kdokoliv před ním.“
| Žebříček                | Umístění |
| ----------------------- | -------- |
| The Billboard Power 100 | 86       |